# ملا پیاز
ملا پیاز شخصیت خیالی و شخصیت اصلی داستان مصور (کمیک استریپ) به نام ملا پیازو بر اساس شخصیت داستانی ملا نصرالدین و داستان مصور آمریکای دیلبرت می‌باشد. استریپهای ملا پیاز هفته ای دو بار بر روی وب سایت اصلی و چند سایت دیگر از جمله فیس بوک، تویتر، خودنویس، روزنویس، بالاترین، و دنباله منتشر می‌شوند. وب سایت ملا پیاز وی را این طور توضیح می‌دهد:
ملا پیاز در جامعه مدرن و پر دردسر ایران زندگی می‌کند. جدال دائمی میان فلسفه کهنه و بی استفاده اما به زعم خویش منطقی وی با تکنولوژی نوین، از او یک نسخه ایرانی «دیلبرت» یا «ملا نصرالدین» ارائه می‌دهد. چیزی مثل عمو زاده یا پسر خاله.
بسیاری از داستانهای ملا پیاز مشکلاتی مانند سانسور که مردم ساکن ایران معاصر با آنها روبه رو هستند را ارائه می‌کنند از جمله سایتهای بسته شده و نظارت دولتی. درهر استریپ ملا پیاز معمولاً از یک دستگاه تکنولوژی نوین استفاده می‌کند

## نسبتی با ملا نصرالدین

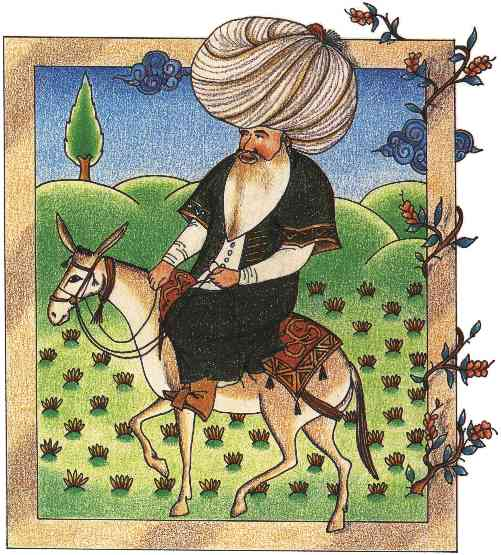
ملا نصرالدین

ملا نصرالدین شخصیتی داستانی و بذله‌گو در فرهنگ‌های عامیانه ایرانی، افغانی، ترکیه‌ای، عربی، قفقازی، هندی، پاکستانی و بوسنی است که در یونان هم محبوبیت زیادی دارد و در بلغارستان هم شناخته‌شده است. ملا نصرالدین در ایران و افغانستان بیش از هر جای دیگر بعنوان یک شحصیت بذله گو، اما نمادین محبوبیت دارد. درباره وی داستان‌های لطیفه‌آمیز فراوانی نقل می‌شود. اینکه وی شخصی واقعی بوده یا افسانه‌ای مشخص نیست.
او را در افغانستان، ایران و جمهوری آذربایجان ملا نصرالدین، در ترکیه هوجا نصرتین (خواجه نصرالدین) و در عربستان جوحا (خواجه) می‌نامند. مردم عملیات و حرکات عجیب و مضحکی را به او نسبت می‌دهند و به داستان‌های او می‌خندند. قصه‌های او از قدیم در شرق رواج داشته و دانسته نیست ریشه آنها از کدام زبان آغاز شده است.
ملا ناصرالدین و ملا پیاز همیشه رویدادهای متعددی را با شوخیها و بذله گویهای خود توضیح می‌دهد. فرقی بین هر دو شخصیت این است که ملا پیاز در آخر داستانهای خود بارها بی خبر می‌ماند در حالیکه داستانهای ملا نصرالدین وی را از دیگران باهوشتر و زرنگتر معرفی می‌کند.
بسیاری از داستانهای ملا پیاز بر اساس داستانهای اصلی ملا نصرالدین می‌باشند از جمله دوست دیر باور و تظاهرات. اما داستانهای ملا پیاز مطالبی در مورد تکنولوژیهای مخابراتی نوین، مسائل اجتماعی در ایران مدرن، و بویژه سانسور روایت می‌کند.

## نسبتی با دیلبرت
دیلبرت یک داستان مصوری طنزآمیزاست که ماجراهای شخصیت خیالی دیلبرت را دنبال می‌کند. داستانها در اداره یک شرکت فناوری خیالی صورت می‌گیرند و مسئالی مربوط به تکنولوژی، محل کار، و مسئال شرکتی روایت می‌کنند. مطالب معمولی دیلبرت حاکی از شخصیت مهندسان، علم اخلاق بازرگانی، و سوء مدیریت هستند.
وجه‌های مشترکی که دیلبرت و ملا پیاز با یکدیگر دارند این استند که هر دو با مشکلاتی ناشی از تکنولوژی روبرو می‌شوند و چرندیها و پوچیهای که در یک وضعیت ظلم و غیرمنطقی وجود دارند را خاطرنشان می‌کنند.

## داستانها
اکثر استریپهای ملا پیازحاکی از مسئال اجتمایی ایران معاصر هستند از جمله سانسور، فیلترینگ وب سایتها، ظلم، آزادی بیان، استفاده ازوب پراکسیها، حقوق بشر، نرم‌افزارها برای دور زدن سایتهای بلاک شده و ناشناس ماندن، و نظارت دولتی.

## فهرست کوتای استریپها و مطالب آنها
ضد ویروس- ویروسهای رایانه‌ای و نرم‌افزارهای ضد ویروس
کلمه فراموش شده – وب پراکسیها، سانسور اینترنتی، فیلتر اینترنتی
دوست دیر باور – سایت بالاترین، فیلتر اینترنتی، سایتهای مسدود، سانسور، شرکت زیمنس
تظاهرات – ناارامی در ایران کنونی، ستمگری حکومتی، حقوق بشر، استفاده از تلفن همراه برای گزارش رویدادهای خیابانی
وب گرد ناشناس – فیلترینگ، نرم‌افزار برای دور زدن سایتهای بلاک شده، نرمافزار جهت نشناس ماندن (تور)، سانسور اینترنتی، چت کردن بر رویه اینترنت
آنتی پروکسی – وب پروکسیها، بی‌بی‌سی، صدای آمریکا، نظارت دولتی، مشکلاتی با جی-میل در ایران
سرانجام داستان مصور ملا پیاز در تلاش است تا کاربران ایرانی بویژه آنهای که ساکان ایران هستند را از سانسور و روشهای برای مبارزه با آن آگاهی پیدا کنند. اگر چه داستانها درباره مطالب جدی باشند، همیشه آنها را با بذله گوییها و شوخیهای ویژه ملا پیاز روایت می‌کند.